# Mahdiyeh Molaei
Mahdiyeh Molaei Sarbijan, född 29 januari 1991 i Jiroft, Iran, känd som  Mahdiyeh Molaei (Persiska :مهدیه مولایی), är en iransk fotbollsspelare (målvakt) som spelar för klubben FC Shahrdari Bam i Kowsar Women Football League. Hon har även spelat i Irans damlandslag i fotboll och var med 2016 då Irans landslag för första gången spelade en match utanför Asien, en match som spelades på Gamla Ullevi i Göteborg mot Sverige. Sverige vann matchen med 7-0.
Jordaniens fotbollsförbund anklagade efter en kvalmatch i de asiatiska mästerskapen 2021 Irans landslag för fusk och krävde av Asian Football Confederation (asiatiska fotbollskonfederationen) att oberoende läkarexperter skulle göra en transparent och grundlig könsutredning på  Molaei. AFC gick senare ut med ett uttalande om att Molaei hade genomgått ett könstest där det fastslogs att hon är kvinna.